# جيسيكا برات
جيسيكا برات (بالإنجليزية: Jessica Pratt)‏ (بالإنجليزية: Jessica Pratt)‏ هي مغنية أوبرا بريطانية وأسترالية، ولدت في 20 يونيو 1979 في برستل في مملكة إنجلترا.

## وصلات خارجية
- الموقع الرسمي
- جيسيكا برات على موقع ميوزك برينز (الإنجليزية)
- جيسيكا برات على موقع أول ميوزيك (الإنجليزية)
- جيسيكا برات على موقع ديسكوغز (الإنجليزية)